# Gerhard-Stein-Combo
Die Gerhard-Stein-Combo war eine 1963 in Leipzig gegründete jazzorientierte Band. Einige ihrer Mitglieder wurden später als Solisten oder in anderen Bands erfolgreich.

## Bandgeschichte
Namensgeber der Band war der Tenorsaxophonist Gerhard Stein, der zuvor Mitglied des Tanz- und Schauorchesters Melodie gewesen war. Zu den weiteren Gründungsmitgliedern gehörten H.-J. Richter (Trompete), Manfred Schulze (Baritonsaxophon), Hans-Joachim Kretzschmar (Klavier), der Posaunist Günter Saalmann, der Bassist H.-J. Scheuer und der Schlagzeuger Horst Holzapfel.
In der Anfangsphase spielte die Band Beatmusik und wurde mit Titeln wie Der Ober und Wasser im Vergaser bekannt. 1966 wandte sich die Gerhard-Stein-Combo nach einigen Umbesetzungen dem Jazzrock zu. Ab 1968 war Manfred Schulze der Bandleader. Außerdem war er für Kompositionen und Arrangements zuständig. Zu den weiteren Musikern gehörten Jürgen Kotzsch (Trompete), Manfred Hering (Altsaxophon), Bassgitarrist und Keyboarder Horst Noll, Günter Saalmann (Posaune, Arrangements), Andreas Altenfelder (Trompete), Joe Sachse (Gitarre, Arrangements), Bassgitarrist Jürgen Todt und Schlagzeuger Artur Addi Geidel. 1967 erschien die einzige Single der Band bei Amiga, auf der sich die Band als Septett präsentiert. 1968 wechselte Manfred Schulze zur Klaus Lenz Band. Franz Bartzsch begann seine Musikerkarriere 1969 als Bassgitarrist und Pianist der Gerhard-Stein-Combo.
1970 löste sich die Gerhard-Stein-Combo auf und wurde 1971 mit einigen Umbesetzungen als Jazzband Praxis II neugegründet. Auch Gerhard Stein gehörte dieser Band an. Schulze, Hering und weitere ehemalige Mitglieder der Gerhard-Stein-Combo gehörten in der Folge zu den führenden DDR-Musikern des Free Jazz.
Gerhard Stein spielte auch noch bis ins hohe Alter von über 80 Jahren auf seinem Saxophon.

## Stil
Die Gerhard-Stein-Combo spielte anfangs vor allem jazzorientierte Beatmusik. Später orientierte sich die Band in Richtung Jazzrock, Blues und Progressive Rock.

## Diskografie
- 1967: Blues auf Rädern / Sommertag (Single, Amiga)